# Nasiternella grallator
Nasiternella grallator là một loài ruồi trong họ Pediciidae. Chúng phân bố ở vùng Indomalaya.